# Service d'avocats-conseils du gouvernement australien
Le Service d'avocats-conseils du gouvernement australien (Australian Government Solicitor) antérieurement Commonwealth Deputy Crown Solicitor, est un groupe d'avocats qui fournit des services juridiques au gouvernement australien et, parfois, aux gouvernements des états et territoires australiens. Au départ bureau au sein du gouvernement, dirigé par un Procureur fédéral de la Couronne, il a été transformé en entreprise publique en 1999.
Certains travaux sur le droit fédéral, droit constitutionnel notamment, lui sont réservés, de sorte que le service est le seul groupe groupe d'avocats à effectuer ce travail au nom de l'État.
Les Procureurs fédéraux de la Couronne les plus connus sont Charles Powers et Fred Whitlam.